# John Foxe

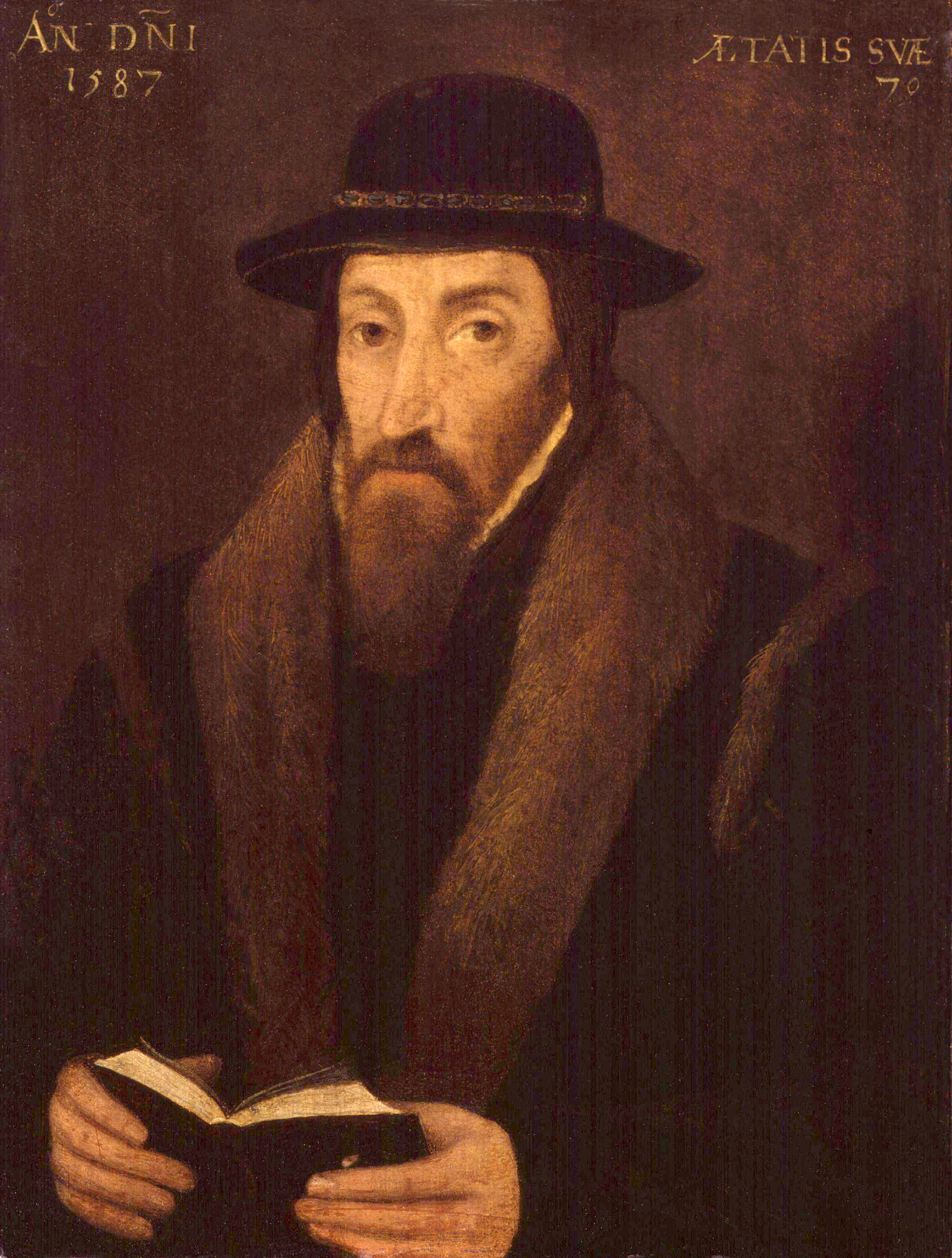
John Foxe, incisione di George Glover, dall'edizione del 1641 degli Actes and Monuments

John Foxe (Boston, 1516 – Londra, 8 aprile 1587) è stato un teologo e storico britannico.

## Biografia
Foxe nacque a Boston, nel Lincolnshire. Nel 1534, all'età di sedici anni, entrò al Brasenose College di Oxford, dove fu allievo di John Harding. Un anno più tardi fu ammesso al Magdalen College School, dove percorse una rapida carriera scolastica. Foxe ottenne il suo baccalaureato il 17 luglio 1537 e il suo master's degree nel luglio del 1543. Fu lettore universitario di logica tra 1539 e 1540. Scrisse diversi drammi in latino di argomenti biblici, tra cui il più bello De Christo triumphante o Christus triumphans, un dramma allegorico in versi latini incentrato sulla storia della Chiesa, che fu pubblicato a Londra nel 1551 e a Basilea da Oporinus nel marzo 1556.
Fu portato in scena a Cambridge e probabilmente a Oxford negli anni sessanta del Cinquecento; fu inoltre tradotto in francese nel 1562 e in inglese nel 1579. Quest'ultima traduzione fu prodotta da Richard Day, figlio dell'editore John Day, che pubblicò anche Actes and Monuments, sempre dello stesso autore. La prima creazione letteraria di Foxe di cui rimane traccia è Titus et Gesippus (1544), una commedia latina basata su Boccaccio. Foxe lasciò l'università nel 1545, che in una lettera di quello stesso anno definì come una prigione. A un certo punto, durante il periodo trascorso a Oxford, divenne evangelico, ovvero aderì a quelle idee del Protestantesimo che erano state rifiutate dalla Chiesa d'Inghilterra sotto Enrico VIII (altri evangelici di fama al Magdalen erano allora Henry Bull, Laurence Humphrey, Thomas Cooper e Robert Crowley).
Si dice che Foxe abbia rifiutato di conformarsi alle regole della normale partecipazione alla Messa e ad altri servizi. Foxe fu inoltre costretto a prendere gli ordini sacri durante la festa di San Michele nel 1545, dopo un anno di reggenza coatta (insegnamento pubblico), e il fatto che non accettasse l'obbligo del celibato clericale - che egli descrisse in lettere ad amici come un'auto-castrazione e una circoncisione (BL, Lansdowne MS 388, fols. 80v, 117r) - fu probabilmente la ragione principale delle sue dimissioni. L'affermazione ricorrente secondo cui Foxe fu espulso dalla sua confraternita è basata sull'inaffidabile biografia attribuita al figlio Samuel Foxe, ma ci sono prove che John fu spinto a lasciare il college per una purga generale dei suoi membri evangelici. Secondo la documentazione dell'università, Foxe si dimise di propria volontà ed ex honesta causa.

## Opere
- Atti e monumenti della Chiesa (Londra, 1563, 1634 e 1850) nel quale si narrano le vicende delle sette (nel senso di minoranze religiose) che hanno combattuto le idee della Chiesa cattolica dal X secolo innanzi; noto anche come Il libro dei martiri.